# 2009年フリースタイルスキー世界選手権
2009年フリースタイルスキー世界選手権（にせんきゅうねんフリースタイルスキーせかいせんしゅけん）は日本の猪苗代町で2009年の3月2日から3月8日まで開催された第12回のフリースタイルスキー世界選手権である。

## 概要
競技種目は前回大会に引き続きエアリアル、モーグル、デュアルモーグル、スキークロスの4種目と、前回大会で中止されたハーフパイプも再び開催された。モーグル、デュアルモーグル、エアリアルはリステルスキーファンタジアで行なわれたが、スキークロスとハーフパイプは別会場で行なわれ、スキークロスが猪苗代スキー場でハーフパイプがアルツ磐梯スキー場で行なわれた。

## 日程
- 3月2日 - 男女スキークロス予選・決勝
- 3月3日 - 男女エアリアル予選
- 3月4日 - 男女エアリアル決勝
- 3月5日 - 男女ハーフパイプ予選・決勝
- 3月7日 - 男女モーグル予選・決勝
- 3月8日 - 男女デュアルモーグル予選・決勝

## 競技結果

### モーグル
男子ではワールドカップの05-06シーズンから07-08シーズンまで3連覇中のデイル・ベッグ＝スミスが怪我により欠場ということで、08-09シーズン圧倒的な強さを見せるアレキサンダー・ビロドウが優勝候補であったが、アレキサンダー・ビロドウはミスにより8位に終わる。優勝はパトリック・デニーン。ワールドカップで優勝経験もないながらも2位以下が22点台に届かない中で、ただ一人23点台を叩き出して圧勝した。女子では怪我からの復帰だが08-09シーズンのワールドカップで当時トップのハンナ・カーニー、同じく怪我からの復帰だが03-04シーズンから06-07シーズンまで4連覇の記録を持つジェニファー・ハイル、07-08シーズンのワールドカップ王者上村愛子などが優勝候補だった。しかし、ハンナ・カーニーはエアの飛び出しミスで14位に終わる。ジェニファー・ハイルは唯一の22点台を出すが、上村愛子がそれを大きく上回る24点台を叩き出して圧勝した。
| メダル | 名前                   | ポイント |
| ------ | ---------------------- | -------- |
| 金     | パトリック・デニーン   | 23.41    |
| 銀     | タピオ・ルースァ       | 21.89    |
| 銅     | ヴィンセント・マーキス | 21.66    |

| メダル | 名前                 | ポイント |
| ------ | -------------------- | -------- |
| 金     | 上村愛子             | 24.71    |
| 銀     | ジェニファー・ハイル | 22.88    |
| 銅     | ニコラ・スドバ       | 21.76    |

### デュアルモーグル
デュアルモーグルは大会最終日に行なわれた。男子は前日のシングルモーグルでミスにより脱落した本命のアレキサンダー・ビロドウが今度こそ優勝。また、タピオ・ルースァが3位に入っており、男子ではシングルとデュアルの両方でメダルを獲得した唯一の選手となった。女子はモーグルに続いて上村愛子が優勝しモーグルとデュアルモーグルの2冠を達成する。地元開催という事もあってか日本勢の活躍が目覚しく、男子では西伸幸が2位に入り、女子ではベスト4に日本人3人が残り、日本人同士の決勝となって、その時点で日本の金銀獲得が確定した。しかし、3位決定戦では里谷多英がワンポイント差でハンナ・カーニーに敗れ、惜しくも表彰台独占はならなかった。
| メダル | 名前                     |
| ------ | ------------------------ |
| 金     | アレキサンダー・ビロドウ |
| 銀     | 西伸幸                   |
| 銅     | タピオ・ルースァ         |

| メダル | 名前             |
| ------ | ---------------- |
| 金     | 上村愛子         |
| 銀     | 伊藤みき         |
| 銅     | ハンナ・カーニー |

### エアリアル
エアリアルは大会2日目に予選、大会3日目に決勝が行なわれた。男子では06-07シーズンと07-08シーズン連覇中で08-09シーズンにワールドカップ3連覇を狙うスティーブ・オミシュルが本命だった。しかし、08-09シーズンにスティーブ・オミシュルに次ぐ好成績を見せるライアン・セント・オンジュがスティーブ・オミシュルを僅差で上回り優勝。女子では中国勢が強く、1位李妮娜、2位徐夢桃と金銀を獲得し、トップ10に4人が入るが、表彰台独占までは至らなかった。
| メダル | 名前                       | ポイント |
| ------ | -------------------------- | -------- |
| 金     | ライアン・セント・オンジュ | 254.66   |
| 銀     | スティーブ・オミシュル     | 252.07   |
| 銅     | ウォーレン・ショールダイス | 240.14   |

| メダル | 名前                 | ポイント |
| ------ | -------------------- | -------- |
| 金     | 李妮娜               | 203.21   |
| 銀     | 徐夢桃               | 197.04   |
| 銅     | ジャッキー・クーパー | 194.32   |

### スキークロス
スキークロスは大会初日に最初の種目として行なわれた。男子では3度のワールドカップ総合優勝経験者であり、さらには前回、前々回の世界選手権優勝者で今大会で3連覇を狙うトーマス・クラウス、女子では03-04シーズンから07-08シーズンまでワールドカップ5連覇中で、前回の世界選手権優勝者でもあるオフェリー・ダビドという大本命と目される選手がいた。しかし、男女共に両本命選手が早々に敗退すると言う波乱の展開だった。波乱の展開の中、男子ではオーストリア勢がワンツーフィニッシュを決め、女子はワールドカップ優勝経験もないアシュリー・マカイヴァーが優勝した。
| メダル | 名前                   |
| ------ | ---------------------- |
| 金     | アンドレアス・マット   |
| 銀     | トーマス・ツァンガール |
| 銅     | デイビー・バー         |

| メダル | 名前                     |
| ------ | ------------------------ |
| 金     | アシュリー・マカイヴァー |
| 銀     | カーリン・フッタリー     |
| 銅     | メリル・ブーランジェ     |

### ハーフパイプ
ワールドカップや世界選手権などFIS主催のハーフパイプはAssociation of Freeskiing Professionalsでは低い位置づけとなっているが、最高峰とされるエックスゲームズの2009年の王者ザヴィエ・ベルトーニなども参戦して、レベルの高い選手が集まった。
| メダル | 名前                   | ポイント |
| ------ | ---------------------- | -------- |
| 金     | ケビン・ローラン       | 45.5     |
| 銀     | ジャスティン・ドーリー | 45.3     |
| 銅     | ザヴィエ・ベルトーニ   | 43.5     |

| メダル | 名前                   | ポイント |
| ------ | ---------------------- | -------- |
| 金     | ヴージニア・ファーブレ | 40.4     |
| 銀     | ミーガン・ガニング     | 40.2     |
| 銅     | ジェニファー・ハダック | 38.4     |

## 国別メダル獲得数
| 国名           | 金メダル | 銀メダル | 銅メダル | 合計 |
| -------------- | -------- | -------- | -------- | ---- |
| カナダ         | 2        | 4        | 3        | 9    |
| 日本           | 2        | 2        | 0        | 4    |
| アメリカ合衆国 | 2        | 0        | 2        | 4    |
| オーストリア   | 1        | 2        | 0        | 3    |
| 中国           | 1        | 1        | 0        | 2    |
| フランス       | 1        | 0        | 2        | 3    |
| スイス         | 1        | 0        | 0        | 1    |
| フィンランド   | 0        | 1        | 1        | 2    |
| オーストラリア | 0        | 0        | 1        | 1    |
| チェコ         | 0        | 0        | 1        | 1    |
| メダル総数     | 10       | 10       | 10       | 30   |